# Elecciones del Distrito Metropolitano de Caracas de 2008
Las elecciones del Distrito Metropolitano de Caracas de 2008 se realizaron el 22 de noviembre de ese año para elegir al alcalde mayor del Distrito y a sus concejales. Resultó elegido el ex alcalde del Municipio Libertador, Antonio Ledezma, de Alianza Bravo Pueblo, apoyado por otros 22 partidos políticos agrupados en la coalición opositora Unidad Nacional, quien venció al candidato del PSUV, Aristóbulo Iztúriz.
La elección significó una simbólica victoria para la oposición y una derrota al gobierno de Hugo Chávez, tras cuatro años de gobierno del alcalde chavista Juan Barreto, partido que había recuperado el poder de la capital en 2004 en manos del entonces alcalde opositor, inicialmente chavista, Alfredo Peña.

## Candidaturas
Con más de 158 mil votos, 94,47% de los escrutinios, el exministro de Educación, Aristóbulo Iztúriz quedó seleccionado como el candidato del Partido Socialista Unido de Venezuela (PSUV) para la Alcaldía Metropolitana, en las primarias internas del partido llevadas a cabo el domingo 1 de junio de 2008. Iztúriz también fue alcalde del Municipio Libertador de Caracas entre 1992 y 1995.
La oposición por su parte eligió al también ex alcalde del Municipio Libertador entre 1995 y 2000, Antonio Ledezma, del partido Alianza Bravo Pueblo, apoyado por diversos partidos de oposición como Acción Democrática, Primero Justicia, COPEI, Un Nuevo Tiempo, entre otra veintena de organizaciones políticas.

## Resultados
| Candidato                    | Candidato                    | Partido                               | Votos     | %     | Concejales |
| ---------------------------- | ---------------------------- | ------------------------------------- | --------- | ----- | ---------- |
|                              | Antonio Ledezma              | Alianza Bravo Pueblo                  | 722.822   | 52,42 | 8/13       |
|                              | Aristóbulo Iztúriz           | Partido Socialista Unido de Venezuela | 619.622   | 44,94 | 5/13       |
|                              | Augusto Uribe                | Venezuela de Primera                  | 27.281    | 1,97  | 0/13       |
|                              | Enrique Rubio                | Movimiento Ecológico de Venezuela     | 3.930     | 0,28  | 0/13       |
| Otros                        | Otros                        | Otros                                 | 5.048     | 0,36  |            |
| Total de votos/participación | Total de votos/participación | Total de votos/participación          | 1.418.823 | 61,73 |            |
| Votos nulos                  | Votos nulos                  | Votos nulos                           | 40.120    |       |            |
| Votos válidos                | Votos válidos                | Votos válidos                         | 1.378.703 |       |            |

### Concejales electos
| Concejal | Concejal          | Partido                               | Distrito   |
| -------- | ----------------- | ------------------------------------- | ---------- |
|          | Andrés Bello      | Primero Justicia                      | Circuito 3 |
|          | Freddy Guevara    | Primero Justicia                      | Circuito 4 |
|          | Edinson Ferrer    | Primero Justicia                      | Circuito 5 |
|          | Alejandro Vivas   | Primero Justicia                      | Circuito 5 |
|          | Gladys Castillo   | Unidos para Venezuela                 | Lista      |
|          | Máximo Sánchez    | Unidos para Venezuela                 | Lista      |
|          | Luis Velásquez    | Un Nuevo Tiempo                       | Circuito 6 |
|          | Adolfo Padrón     | Un Nuevo Tiempo                       | Circuito 7 |
|          | Alexander Nebreda | Partido Socialista Unido de Venezuela | Lista      |
|          | Marisela Boada    | Partido Socialista Unido de Venezuela | Lista      |
|          | Richard Peñalver  | Partido Socialista Unido de Venezuela | Lista      |
|          | Deyanira Briceño  | Unidad de Vencedores Electorales      | Circuito 1 |
|          | Inmer Ruiz        | Unidad de Vencedores Electorales      | Circuito 2 |